# 동지애의 노래
《동지애의 노래》는 조선민주주의인민공화국의 노래이다.
이 노래는 김일성 주석의 항일혁명운동을 바탕으로 〈조선의 별〉이라는 영화를 만들 때 선정됐다. 김정일 위원장은 이 노래가 〈조선의 별〉에서 주제곡으로 선정한 것이 잘 되었다고 말했다. 조선중앙방송에서는 김일성 장군의 노래와 김정일 장군의 노래와 함께 이 노래를 자주 방송하고 있다.